# ニナ・スブラッティ
ニナ・スブラッティ（グルジア語: ნინა სუბლატი / Nina Sublatti）、本名:ニナ・スラベリゼ（ნინა სულაბერიძე / Nina Sulaberidze、1995年1月31日 - ）は、グルジアの歌手、ソングライター、モデルであり、2015年5月にオーストリア・ウィーンで開催されるユーロビジョン・ソング・コンテスト2015にグルジア代表として出場し、「Warrior」を歌う。2013年に音楽オーディション番組「アイドル」シリーズのグルジア版で優勝した。

## 来歴
ロシア・モスクワにてグルジア人の両親の下、1995年1月31日に生まれる。その後程なくグルジアに移住し、芸術学校で絵画や彫刻を学ぶ。2008年にモデル事務所と契約を交わしモデルとして活動、2011年から音楽スタジオGeorgian Dream Studioで働き、歌手のベーラ・イヴァニシヴィリなどと制作活動を共にする。
2013年、音楽オーディション番組「アイドル」シリーズのグルジア版である「Saqartvelos Varskvlavi」で優勝、翌年に初のアルバム『Dare to Be Nina Sublatti』が発売されるとグルジアで同年のベストセラーとなった。
2014年12月、ユーロビジョン・ソング・コンテスト2015のグルジア代表候補の5者のうちの1人に選出されたことが明らかになった。2015年1月14日、グルジア国営放送の番組中、視聴者と審査員の投票によりユーロビジョン2015のグルジア代表に選出された。ユーロビジョン2015は2015年5月にオーストリア・ウィーンで開催され、代表曲「Warrior」を歌う。
自身の音楽スタイルに影響を与えた歌手として、ジャニス・ジョプリン、ブライアン・モルコ、ビョークなどを挙げる。

## アルバム
- Dare to Be Nina Sublatti （2014年）